# وضع کنونی تفکر در ایران
وضع کنونی تفکر در ایران (همچنین منتشرشده با عنوان شمه‌ای از تاریخ غرب‌زدگی ما) از آثار برجسته رضا داوری اردکانی دربارهٔ وضعیت تفکر در ایران است که در سال ۱۳۵۷ منتشر شد.

## محتوا
داوری در هشت فصل به کلیاتی در باب آشنایی با تفکر اروپایی، شرق‌شناسی و بحران تفکر در ایران، وضع ما در برابر تاریخ غرب، وضع تاریخی فلسفه در ایران، وضع فلسفه در روزگار ما، وضع کنونی شعر، وضع کنونی زبان فارسی و نتیجه‌گیری (خاتمه) می‌پردازد.

## نقد و بررسی
مقاله‌ای با نام مستعار «منوچهر» در آبان ۱۳۵۸ راجع به این کتاب منتشر شد.
علیرضا رجایی هم در مقاله‌ای تحت‌عنوان «وصف تفکر فقیر» به این کتاب پرداخته‌است.